# USS LST-618
O USS LST-618 foi um navio de guerra norte-americano da classe LST que operou durante a Segunda Guerra Mundial.